# Himantura draco
Himantura draco és una espècie de peix pertanyent a la família dels dasiàtids.

## Descripció
- Pot arribar a fer 130 cm de llargària màxima.
- És marró al dors, blanc al ventre i amb taques fosques per damunt.
- Presenta petites taques de color marró fosc en el marge posterior del disc.
- Musell angular.
- Cua prima, una mica més llarga que el cos i dotada de fibló.[3][4][5][6]

## Reproducció
És ovovivípar.

## Hàbitat
És un peix marí, demersal i de clima subtropical que viu fins als 33 m de fondària.

## Distribució geogràfica
Es troba a l'Índic occidental: Madagascar i davant les costes de Durban (Sud-àfrica).

## Observacions
És inofensiu per als humans.